# Juan de Dios Ramírez Heredia
Juan de Dios Ramírez Heredia (Puerto Real, 29 de juny de 1942) és un advocat i polític espanyol. És llicenciat i doctorat en Ciències de la informació per la Universitat Autònoma de Barcelona (UAB) i mestre d'Educació General Bàsica (EGB), activitat que va desenvolupar a Cadis. Ha estat Director de l'Escola de Readaptación Professional "San Juan Bosco" per a disminuïts físics, de Barcelona, entre 1970 i 1990. Està integrat en la plantilla de RTVE. Pertanyent a la comunitat gitana, s'ha destacat per la defensa dels drets d'aquesta comunitat des de l'acció política i social.

## Trajectòria política
Com a polític, milita en el Partit Socialista Obrer Espanyol (PSOE) i en el Partit Socialista Europeu (PSE). A les eleccions generals espanyoles de 1977, amb 35 anys, va ser elegit diputat (el primer de la història d'Espanya pertanyent a la comunitat gitana) a les llistes de la UCD per Barcelona, escó que va mantenir fins a 1986, i en el qual va destacar per la seva oratòria. És recordat especialment pel seu discurs del 7 de juny de 1978, el primer que oferia un gitano davant un Parlament espanyol. Des de 1983 a 1985, ja a les files del PSOE, va ser membre de l'Assemblea Parlamentària del Consell d'Europa, institució de la qual és, des de 1995, membre honorari i vitalici. Ha estat parlamentari europeu durant el període 1986-1999. Dintre de la seva activitat política, com legislador i com especialista, ha treballat en les següents delegacions i comissions: 
- Com a Diputat al Congrés (1977-1986) ha estat Vicepresident de la Comissió de Cultura del Congrés dels Diputats, Vicepresident de la Comissió de Control Parlamentari de RTVE i President en funcions i Membre de la Comissió d'Afers exteriors.
- Com a Diputat al Parlament Europeu (1986-1999) ha estat Vicepresident de la Subcomissió d'Informació del Parlament Europeu, Membre de la Comissió de Cultura, Joventut, Ensenyament, Informació i Esport, Membre de la Comissió Jurídica i de Drets dels ciutadans, Membre de la Comissió de Llibertats Públiques i Afers interiors, Membre de la Comissió de Peticions, Membre de la Subcomissió de Drets Humans i Membre de la Delegació Parlamentària per a les relacions amb els països de l'Àsia Meridional.
- També ha estat Membre de la Comissió Consultiva "Racisme i Xenofòbia" del Consell de la Unió Europea (1994-1997) i des de juliol de 1994 fins a la fi de 1997 és el representant del Govern Espanyol davant el Consell de la Unió Europea per a assumptes de Racisme, Xenofòbia i Estrangeria.
- Des de gener de 1998 és membre del Consell d'Administració de l'Observatori Antirracista de la Unió Europea, amb seu en Viena (Àustria), en representació d'Espanya.

## Trajectòria com a activista
És fundador, vicepresident i membre del presídium de la Unió Romaní Internacional (1971) i president de la Unió Romaní Espanyola des de la fundació, el 1986 fins la seva dissolució al 2022. També és promotor del Centro Romanò Europeu d'Investigació i Documentació Antiracista (CREIDA). És membre fundador a Londres (1971) de la Unión Romaní Internacional. Des de juny de 2005 és alt comissionat internacional per a afers gitanos. El 2011 va rebre la Creu de Sant Jordi.

## Obres
És autor o coautor de diversos llibres sobre la comunitat gitana i d'estudis sobre la defensa de drets de les minories, entre els quals destaquen els següents títols:
- Nosotros los Gitanos. Ediciones 29, Barcelona, 4a edició 1986.
- Vida Gitana. Ediciones 29, Barcelona, 1973.
- En defensa de los míos. Ediciones 29. Barcelona, 1985.
- Minusválidos y Formación Profesional. Escuela de Readaptación Profesional San Juan Bosco. Barcelona, 1977.
- El Transporte de los Minusválidos en Europa. Madrid. Ministerio de Transporte, Turismo y Comunicaciones, 1989.
- Europa contra el racismo. Repertorio de iniciativas comunitarias. Grupo Socialista Parlamento Europeo. Delegación Española. Barcelona, 1993. Segona edició, ampliada, el 1997.
- Krisipen Serseni. Traducción al romanò-kalò de la Constitución Española. Ediciones 29, Barcelona, 1988.
- Cartas del Pueblo Gitano. Barcelona, Instituto Romanò, 1994.
- ¿Periodistas contra el racismo? La prensa española ante el pueblo gitano. Unión Romaní, Barcelona, Edicions corresponents als ays 1995-1996, 1997, 1998-1999, 2000-2001 i 2002.
- I Manual de conversación en Romanò-Kalò. Unión Romani. Barcelona 2001.
- Matrimonio y Boda de los Gitanos y de los "payos". CPEDA. Barcelona 2005.